# William Singe
Liam Anthony "William" Singe, född 2 juli 1992 i Forestville, New South Wales, är en australisk youtubare, sångare, låtskrivare och musikproducent. Han är mest känd för sina videos på Youtube och Facebook.
Singe var med i gruppen The Collective som deltog i den fjärde säsongen av australiska The X Factor. Där kom de på en tredjeplats. Gruppen släppte tillsammans sju låtar och ett album innan de splittrades 2015.